# Cricetomyinae
Los cricetominos (Cricetomyinae) son una subfamilia de roedores miomorfos de la familia Nesomyidae, conocidos vulgarmente como ratas de abazones. Son propias del África  subsahariana, con la excepción del África austral. Antiguamente, esta subfamilia se incluía en la familia Muridae.

## Características
Se caracterizan por tener grandes bolsas en las mejillas (abazones) y una distintiva morfología de los molares que, aunque son muy similares a los de la subfamilia Murinae.

## Taxonomía
La subfamilia Cricetomyinae contiene tres géneros y ocho especies. Cricetomys es notable por tener los Muroidea más grandes. Una de estas especies de ratas gigantes estuvo implicada como vector en un pequeño brote de viruela de los monos en EE. UU.[cita requerida]
- Género Beamys
  - Beamys hindei - rata de abazones pequeña
  - Beamys major

- Género Cricetomys
  - Cricetomys gambianus - rata de abazones de Gambia
  - Cricetomys emini - rata de abazones gigante
  - Cricetomys ansorgei
  - Cricetomys kivuensis

- Género Saccostomus
  - Saccostomus campestris
  - Saccostomus mearnsi